# 船喻
船喻，是柏拉图在《理想國第六卷》（488a–489d）中提出的著名且经常被引用的隐喻。它把一个城市国家的治理比作一艘海军舰艇的指挥，并最终认为唯一适合担任该船船长的人是哲学王。他拥有绝对权力，但他是仁慈的人，他们可以利用善良的形式去管治國家。這個隐喻的起源可以追溯到抒情诗人阿尔卡乌斯 （6、208、249），而在柏拉图之前的索福克勒斯《安提戈涅》和埃斯库罗斯的《七将攻忒拜》中亦有提及。
柏拉图通过说宙斯是描述船舶转向的最佳模型之一，就像任何其他“技术”或职业，特别是政治家一样，宙斯是建立这种比较的典范。然后，他引用了一种特定类型的政府来进行隐喻：民主。柏拉图的民主不是民主与共和制混合的现代概念，而是通过纯粹多数统治的直接民主。在488a--489d的比喻中，柏拉图的苏格拉底将整个人口与一个坚强但近视的船东进行了比较，他们缺乏航海知识。吵架的水手是煽动者和政治人物，而飞船的航海家是观星者，是哲学家。尽管他们对航行一无所知，但是水手们却声称自己对航行有所了解，并不断争夺船东的批准，以便担任船长，甚至用毒品和酒来愚弄船东。同时，水手们把导航员贬低为无用的观星人，尽管他是唯一一位有足够知识指导航向的人。

## 柏拉图之後的國家之船
自从船喻诞生之後，它一直被整个西方文化所引用。两个著名的文学例子就是賀拉斯的颂歌1.14和亨利·華茲華斯·朗費羅所创作的“国家之船”。罗德岛州的创始人罗杰·威廉姆斯在他的《普罗维登斯镇信》（1656年）中也使用了这个比喻。法国大革命的雅各宾俱樂部经常为新法兰西共和国辩护，因为它捍卫了欧洲几个君主制。
最近，它已成为美国政治讨论的主要内容，在这里它被简单地视为其国家形象的象征，需要政府作为指挥它。但沒有反民主、亲民主的立场、亦沒有獨裁者的意思。
今天，這個詞也已進入流行文化。 里奧納德·科恩的歌曲“民主”（Democracy）包含“風帆、航行、一艘強大的國家艦船。到了需要的海岸、經過了貪婪的仇恨、經過了貪婪的礁石。” 這類的詞語。另外，科恩在第二本小說《美麗的失敗者》（1966年）中寫道：“航行，航行，國家之船，交通事故，分娩，柏林，治愈癌症！” （第12頁）。 在英國電視連續劇《Yes, Minister,》中，漢弗萊·阿普比爵士曾提出“國家之船是唯一從頂部洩漏的船”。 

## 參看
- 哲學王
- 政治學
- 哲學家
- 大海航行靠舵手